# Exoprosopa nebulosa
Exoprosopa nebulosa är en tvåvingeart som beskrevs av Hesse 1956. Exoprosopa nebulosa ingår i släktet Exoprosopa och familjen svävflugor.
Artens utbredningsområde är Namibia. Inga underarter finns listade i Catalogue of Life.